# Прапор Чемеровецького району
Прапор Чемеровецького району — офіційний символ Чемеровецького району Хмельницької області України, затверджений рішення сесії районної ради 5 січня 2011.

## Опис
Прапором є блакитне прямокутне полотнище з співвідношенням сторін 2:3 від древка відходить білий рівносторонній трикутник, на якому малий герб району.